# Vallée de Merak
Merak Vallis
Pour les articles homonymes, voir Merak.
La vallée de Merak (désignation internationale : Merak Vallis) est une vallée située sur Vénus dans le quadrangle d'Henie. Elle a été nommée en référence à Merak, une déité baloutche des cours d'eau.